# Corvisart (Métro Paris)

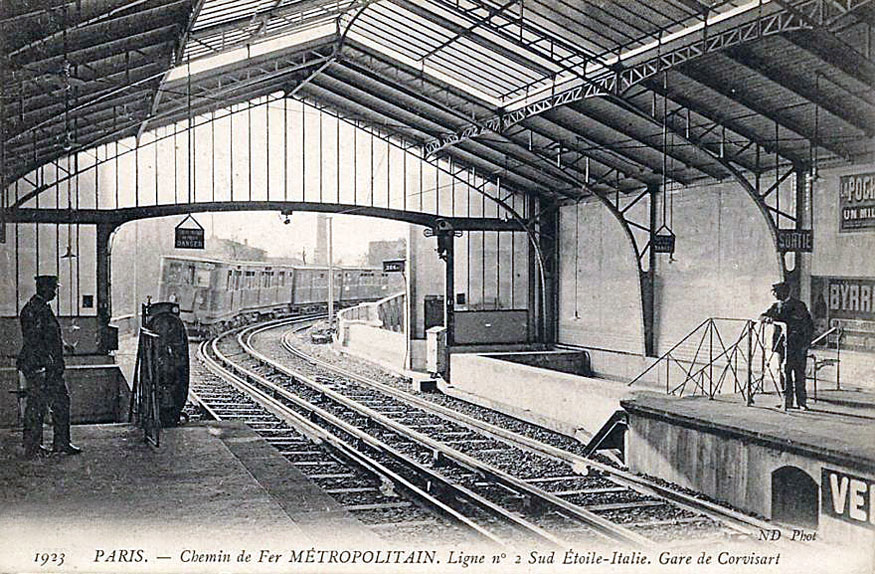
Von Glacière einfahrender Sprague-Thomson-Zug, 1910

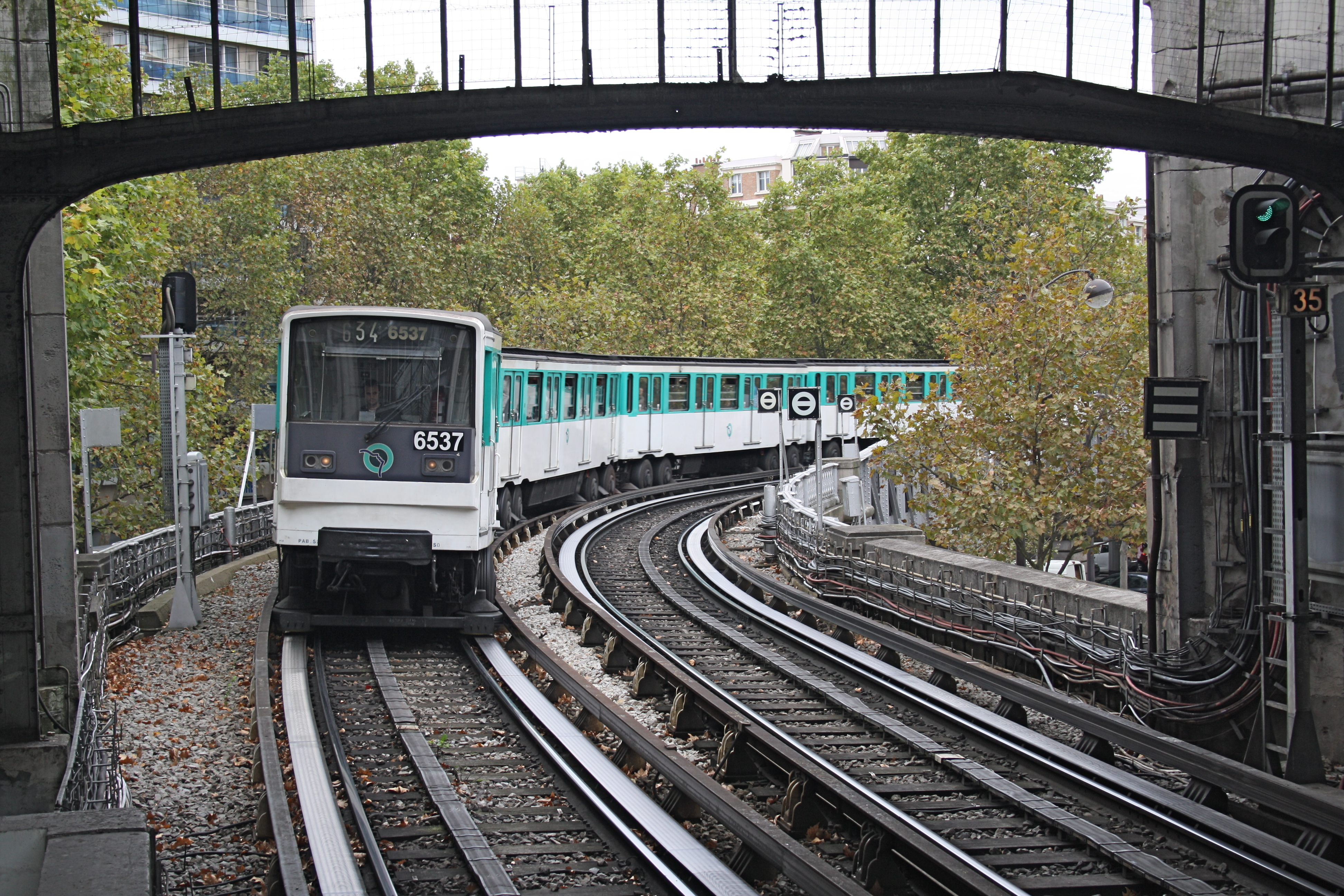
Einfahrender Zug der Baureihe MP 73

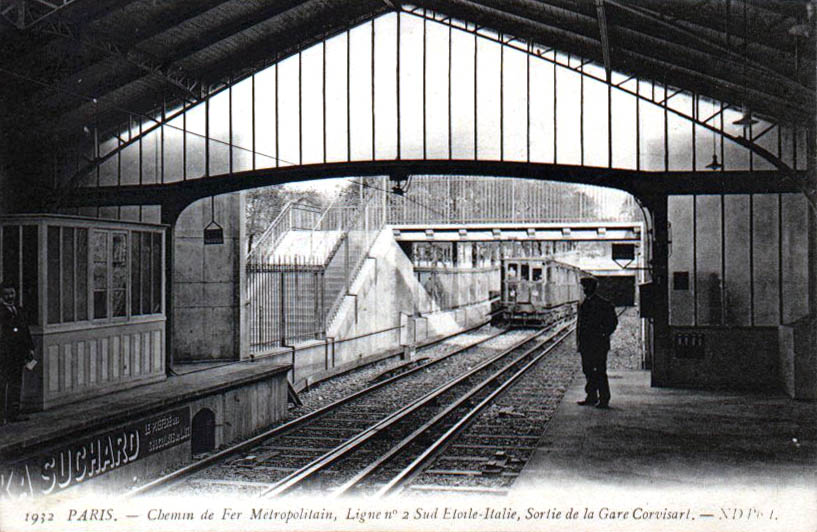
Von Place d’Italie kommender Zug auf der Rampe zum Tunnel, ca. 1907

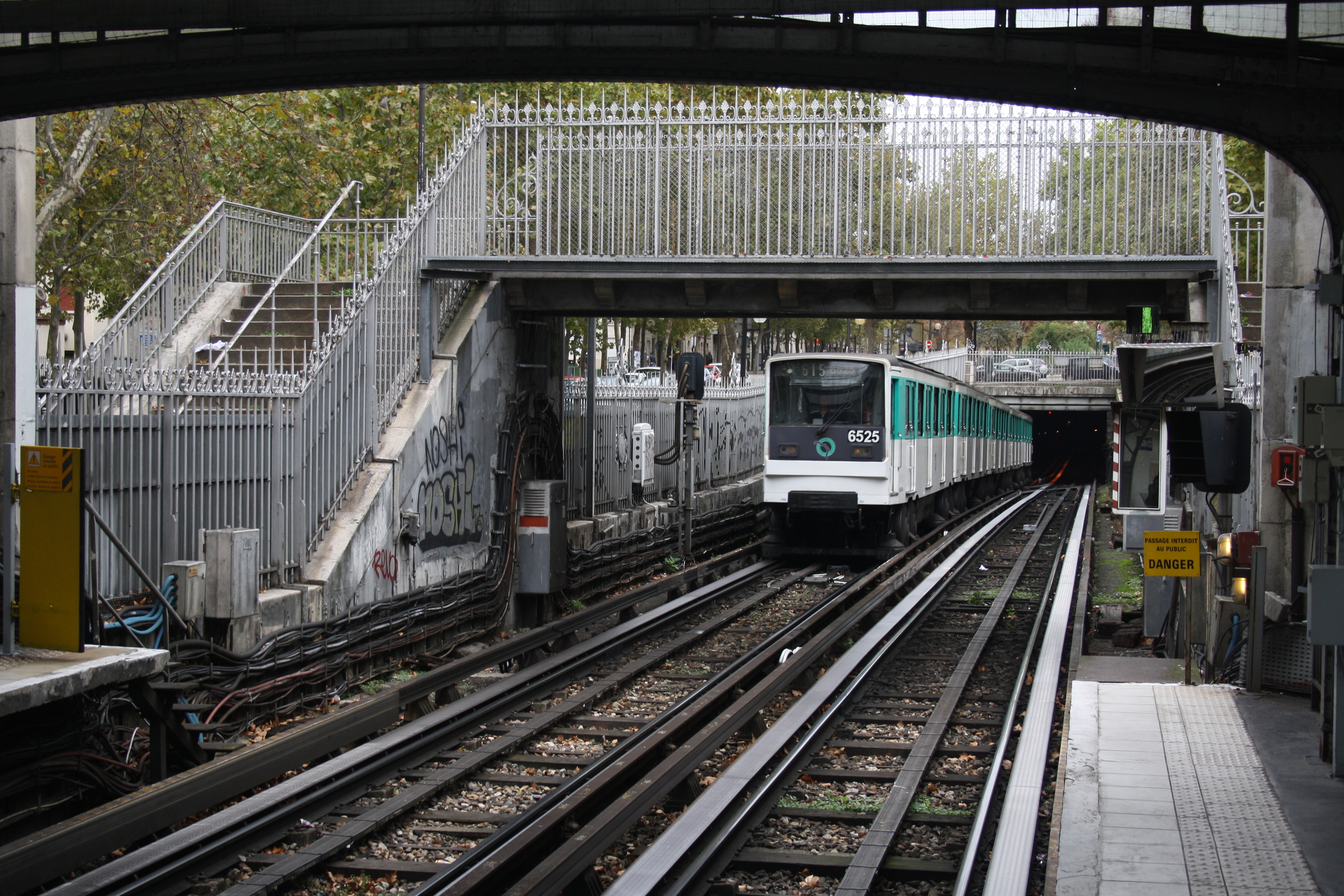
Rampe, Tunnelmund und Fußgängersteg, 2014

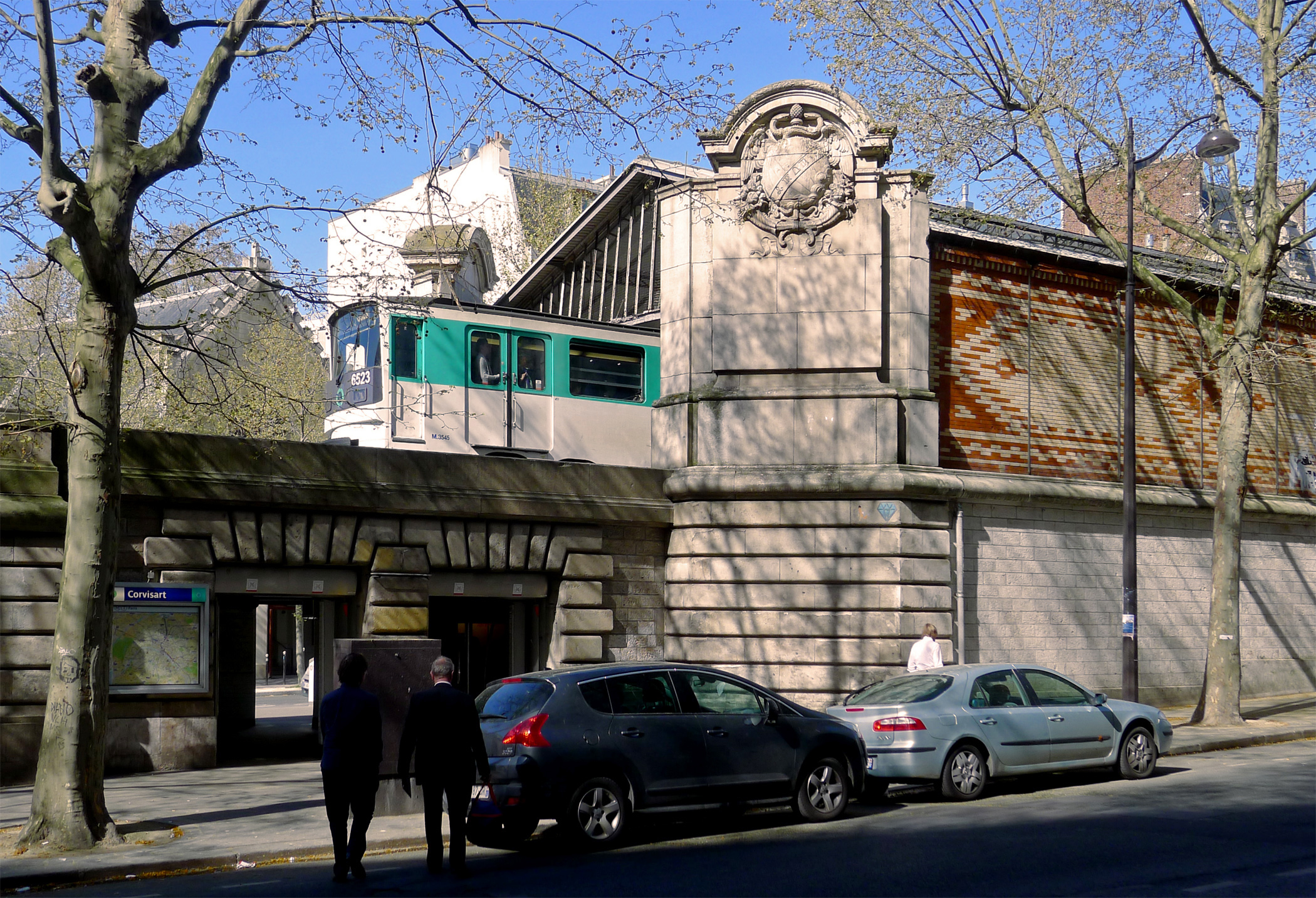
Südwestlicher Bahnhofskopf mit Zugangsbauwerk

Der U-Bahnhof Corvisart [kɔʁvizaʁ] ist ein Hochbahnhof der Linie 6 der Pariser Métro.

## Lage
Die Station befindet sich an der Grenze des Quartier de Croulebarbe mit dem Quartier de la Maison-Blanche im 13. Arrondissement von Paris. Sie liegt längs über dem Mittelstreifen des Boulevard Auguste-Blanqui östlich der Einmündung der Rue Corvisart.

## Name
Namengebend ist die von Nordwesten in den Boulevard Auguste-Blanqui mündende Rue Corvisart. Der Mediziner Jean-Nicolas des Marets, Baron Corvisart war Leibarzt Napoléon Bonapartes.

## Geschichte
Am 24. April 1906 wurde die Station mit der Eröffnung der Verlängerung der Linie 2 Sud von Passy bis Place d’Italie in Betrieb genommen. Die Linie 2 Sud wurde am 14. Oktober 1907 als solche aufgegeben und ihre Strecke zum südwestlichen Endabschnitt der Linie 5 (Étoile – Gare du Nord).
Um im Zuge der Pariser Kolonialausstellung von 1931 die Besucherströme besser verteilen zu können, verkehrte in jenem Jahr erstmals die Linie 6 auf dem Abschnitt Étoile – Place d’Italie, da sie an der Station Daumesnil einen günstig gelegenen Umsteigebahnhof zur Linie 8 aufweist. Nach dem Ende der Ausstellung wurden die alten Linienverläufe wiederhergestellt. Erst am 6. Oktober 1942 wurden sie erneut dahingehend verändert, dass seitdem die Linie 6 endgültig an der Station Corvisart verkehrt.
Im Ersten Weltkrieg wurde das 13. Arrondissement am 2. Juni 1918 von deutschen Flugzeugen bombardiert. Dabei wurde die Station Corvisart beschädigt, viele Scheiben der Dach- und Seitenverglasung wurden zerstört. Im Juli 1974 wurde die Linie 6 für Fahrzeuge umgebaut, die auf mit Gas gefüllten Gummireifen laufen.

## Beschreibung
In ihrem Aufbau entspricht die Station den meisten anderen Bahnhöfen in Hochlage der Linie 6. Sie ist 75 m lang und hat 4,10 m breite Seitenbahnsteige an den beiden parallelen Streckengleisen. Zwei Längsträger, die jeweils auf einer Reihe von eisernen Säulen aufliegen, tragen das Gleisbett und die Innenkanten der Bahnsteige. Deren Außenkanten und die Seitenwände ruhen auf zwei weiteren Längsträgern, die von gemauerten Pfeilern gestützt werden. An den vier Ecken der Station ragt je ein Pfeiler aus Gestaltungsgründen über das Dach hinaus. Die Station ist mit einem – in Firstnähe gläsernen – Satteldach versehen, das auch die Gleise überspannt. Die gemauerten Seitenwände zeigen nach außen hin geometrische Ornamente.
Die Treppen am südwestlichen Ende führen zu zwei Ausgängen, die auf den Mittelstreifen münden. Auf der Nordostseite führt eine Fußgängerbrücke über die Gleise. Dort beginnt eine Rampe, die die Strecke zum Tunnelmund vor der Station Place d’Italie führt. Unmittelbar südwestlich der Station schließt in Richtung Glacière eine enge 45°-Kurve an.

## Fahrzeuge
Zunächst verkehrten auf der Strecke Züge mit Holzaufbauten, die aus zwei ca. 8 m langen, zweiachsigen Triebwagen und sechs ebensolchen Beiwagen bestanden. Ab ca. 1907 liefen vier-, später fünfteilige Züge der auf Drehgestellen ruhenden Bauart Sprague-Thomson. Im Juli 1974 wurde die Linie 6 auf gummibereifte Fahrzeuge umgestellt, seitdem fahren dort aus drei Trieb- und zwei Beiwagen zusammengesetzte Züge der Baureihe MP 73. Seit Januar 2023 wird auch die Baureihe MP 89 CC auf der Linie 6 eingesetzt.

## Umgebung
- Butte aux Cailles
- Institut national de recherche en informatique et en automatique (INRIA)